# 제17회 서울국제대안영상예술페스티벌
제17회 서울국제대안영상예술페스티벌은 2017년 8월 17일에 열린 시상식이다.

## 수상 및 후보

### 최고구애상
- NPC 튜토리얼 - 홍민키 수상

### 최우수 한국구애상
- 37m/s - 임혜영 수상

### 최우수 글로컬구애상
- 그린 스크린 그링고 - 도위 다익스트라 수상

### 관객구애상
- 개의 역사 - 김보람 수상
- 붉은 방 - 정희정 수상

### 대안영화상
- 트러스트폴 - 이소정 외 1명 수상

### 글로컬 대안영화상
- 숲에 이르기 직전의 밤 - 이세연 수상
- The Straight Inferno - 고싫싫 수상

### 특별언급(글로컬구애전)
- 숨바꼭질: 접촉 - 기훈센 수상
- 한국 난민 캠프: 불완전한 시공으로 사라진 개인 - 차지량 수상

### 가상의정치
- 이상한 루카스 - 존 토레스
- 릭 인 더 패스트 - 로리 프루보스트
- 어스 - 벤 리버스
- 블랙리스트와 사과 - 루시 파커
- 씨 어 도그, 히어 어 도그 - 제시 맥클린
- 네덜란드 산으로의 자동차 여행 - 미치엘 반 바켈
- 잠재적 응시 2 - 조승호
- 나의 뉴스피드/11월 - 토마스 모어
- 적응 3부작 - 다니트 엘게브
- i : n hand (a hand-made day) - 이지선
- 크리스마스 발라드 - 미칼 자브카
- 포도주에 진실이 담겨져 있다. - 아네타 차브코바

### 시네마 랑가주
- 사운드스케이프 - 룸톤
- 아워풋프린팅 - 백호암
- 난민 - 에두아르도 헤르난데즈
- 의자 - 정범연
- 최대성당 - 김원화

### 재구성괴는 영화의 역사전
- 베트남 잊기 - 트린 T. 민하
- 면접 - 마크 구룽
- 대화의 조각 - 야니 루스치카
- 클라이언트 퍼포먼스 아티스트 - 이세옥
- 나는 독일어로 노래하지 않아 - 이세옥
- 줄긋기와 줄 지우기 - 박한나
- 너의 가로수가 되거나,너의 베란다 울타리가 되거나 - 임정수
- 여배우 2 - 캐스린 엘킨
- 언랭귀지드 서울 - 전유진 외 2명
- 미래 완료 - 넬레 볼라츠

### 한국신작전
- 울림 - 장 줄리앙 푸스
- 통영가족의 시베리아 횡단기 - 유최늘샘
- 기억박물관-구로 - 권혜원
- 내 귓속에 묻힌 묘지들 - 김현주
- 설계자 - 민병훈
- 사라진 인물들과 사라지지 않은 세계 혹은 그 반대 - 차미혜
- 트러스트폴 - 이소정 외 1명
- 블라인드 필름 - 오재형
- September - 신나리

### 글로컬 구애전
- 개의 역사 - 김보람
- 호스트 네이션 - 이고운
- 지옥도 - 박기용
- 시간위 - 한 솔
- 오즈, 오즈 - 우주인
- 이매방 : 발디딤, 손놀림, 몸굴림에 관한 기록 - 콜렉티브 워크
- 홍상수 영화에 관한 16개의 쇼트: 붙여 놓은 그림 - 김다연
- 스크린+액션! - 김숙현 외 1명
- 소리없는 아우성 - 허병찬
- 키크는 한약 - 고한빛
- 네일라는 무엇인가_ 그들과의 대화법 - 이주원
- 선잠 - 서보형
- 치킨은 날지 못한다 - 조수연
- 모두의 게임 - 조예슬
- 라이츄의 입시지옥 - 김현
- 100 미터 - 강대왕
- 하드보일드 러브스토리 - 노영미
- 세상에서 제일 쓸데없는 짓을 합니다. 제가 - 안정윤
- 퍼펙트 마라톤 - 박윤진
- (100ft) - 김민정
- 웰컴 - 권순희
- 율리안나 - 김도준
- 현석의 상상은 현실이 된다 - 양현석
- 토끼와 거북이 - 하선웅
- 이상한 영화 - 김원봉
- 37m/s - 임혜영
- 아가방 - 정세음
- 인터뷰 - 조아라

### 글로컬 구애전 X
- 노, 플라멩코 이야기 - 호세 루이스 티라도
- 기술의 이면 - 호세 프리에토 외 1명
- 어느 여름 날 - 로니 트록커
- 항해사 - 조반니 자레타
- 미국의 마법사 - 발비나 브루슈엡스카
- 카타크레시스 - 죈지 퍼제커시
- 카롤리나 - 릴리 쿠리
- 들어봐요 - 카를라 안드라데
- 숨겨진 손의 역사 - 아자르 사이야르
- 나르시스 - 니나 유엔
- 밧줄 - 카탸 프라츠케 외 1명
- 뉴 마드리드 - 나탈리아 마린
- 베를린 메타노이아 - 에릭 슈미트
- 분류의 충돌 - 에스더 폴락 외 1명
- 그린 스크린 그링고 - 도위 다익스트라
- 우물가 - 사라 라자에이 외 1명
- 가여운 네이 - 디에고 타파엘
- 마르하마-헬로 - 에밀리오 마르티 로페즈

### 대안영화/미디어아트 장르전
- 숨바꼭질: 접촉 - 기훈센
- Die letzte Nacht: 마지막 밤 - 장연호
- 하늘에 딩동댕동 손가락비행체들 - 백기은
- 헤노코 - 윤지운
- 한국 난민 캠프: 불완전한 시공으로 사라진 개인 - 차지량
- 공부 차 - 설수안
- 마구리쌓기: 사랑을 나눕시다 - 엄지은
- NPC 튜토리얼 - 홍민키
- 붉은 방 - 정희정
- 스윗앤스윗 - 유소영
- 거북이 수프 - 심동수

### 20주년 특별전: 2000-2020 한국 대안영상예술 어디까지 왔나
- 낙진 - 에리크 보르게
- 진화 - 롤프 오모트
- 크리스토볼 - 아릴 크리스토
- 장미 - 레우리 그룬트 외 1명
- 닉슨 비전 - 사르탄 슬레테마르크
- 비디오 시점 - 마리안네 에스케
- I.O.D - 제레미 웰시
- 비디오 오디오 이전에 - 테르에 문테
- 나이트 라운드 2 - 셸 비오르게엥엔
- 달리기 - 잉힐 칼센
- 연못 - 토르힐 에우칸
- 일요일 아침 - 야니케 로케르
- 카메라 플레이 - 피에레 리오넬 마테
- 폐쇄회로(스웨덴 한 가운데서) - 마티아스 헤렌스탐
- 언더라인 - 파라드 칼란타리
- 시차 - 잉게르 리즈 핸슨
- 황무지 - 카야 례욘
- 돌침대 계곡에서 꿈을 꾸다 - 시리 헤르만센
- 로보트니크(노동자) - 마르테 오스
- 날개 - 홍이현숙
- 구르기 - 홍이현숙
- 북가좌 엘레지 - 홍이현숙
- 사라지다 - 홍이현숙
- 폐경 폐경 1.2 - 홍이현숙
- 조촐한 추모 - 홍이현숙
- 광화문 풍경 - 홍이현숙

### 테마 섹션
- 앨리스 - 얀 슈반크마이에르
- 쾌락의 공범자들 - 얀 슈반크마이에르
- 오테사넥 - 얀 슈반크마이에르
- 광기 - 얀 슈반크마이에르
- 살아남은 삶 - 얀 슈반크마이에르
- 자연의 역사 - 얀 슈반크마이에르
- 재버워키 - 얀 슈반크마이에르
- 대화의 가능성 - 얀 슈반크마이에르
- 어둠, 빛, 어둠 - 얀 슈반크마이에르